# Bojan Jokić
Bojan Jokić (Kranj, 17 mei 1986) is een Sloveens voetballer die bij voorkeur als verdediger speelt. Hij debuteerde in 2006 in het Sloveens voetbalelftal en behoorde tot de Sloveense selectie op onder meer het WK voetbal 2010 in Zuid-Afrika.

## Interlandcarrière
Onder leiding van bondscoach Brane Oblak maakte Jokić zijn debuut voor het Sloveens voetbalelftal op 28 februari 2006 in de vriendschappelijke interland tegen Cyprus, die eindigde in een 1-0-overwinning voor Slovenië door een treffer van Zlatan Ljubijankič. Andere debutanten namens Slovenië in dat duel waren Janez Zavrl (SK Brann Bergen), Valter Birsa (ND Gorica), Domen Beršnjak (NK Publikum Celje), Dalibor Stevanovič (Real Sociedad), Milivoje Novakovič (PFC Litex Lovech) en Zlatan Ljubijankič (NK Domžale). Jokić moest in die wedstrijd na 64 minuten plaatsmaken voor Aleš Kokot.

## Erelijst
| Kampioen 1. slovenska nogometna liga | 1x | 2005/06 |